# Parastephanops
Parastephanops là một chi nhện trong họ Thomisidae.